# Vesel Limaj
Vesel Limaj (Frisinga, 1º dicembre 1996) è un calciatore tedesco, centrocampista del Malisheva.

## Carriera
Il 2 luglio 2018 viene acquistato a titolo definitivo dalla squadra albanese del Kukësi.

## Statistiche

### Presenze e reti nei club
Statistiche aggiornate al 2 settembre 2022.
| Stagione          | Squadra           | Campionato        | Campionato | Campionato | Coppe nazionali | Coppe nazionali | Coppe nazionali | Coppe continentali | Coppe continentali | Coppe continentali | Altre coppe | Altre coppe | Altre coppe | Totale | Totale |
| Stagione          | Squadra           | Comp              | Pres       | Reti       | Comp            | Pres            | Reti            | Comp               | Pres               | Reti               | Comp        | Pres        | Reti        | Pres   | Reti   |
| ----------------- | ----------------- | ----------------- | ---------- | ---------- | --------------- | --------------- | --------------- | ------------------ | ------------------ | ------------------ | ----------- | ----------- | ----------- | ------ | ------ |
| 2015-2016         | Amburgo II        | RLN               | 3          | 0          | -               | -               | -               | -                  | -                  | -                  | -           | -           | -           | 3      | 0      |
| 2016-gen. 2017    | Amburgo II        | RLN               | 6          | 0          | -               | -               | -               | -                  | -                  | -                  | -           | -           | -           | 6      | 0      |
| Totale Amburgo II | Totale Amburgo II | Totale Amburgo II | 9          | 0          |                 | -               | -               |                    | -                  | -                  |             | -           | -           | 9      | 0      |
| gen.-giu. 2017    | Horn              | EL                | 1          | 0          | CA              | 0               | 0               | -                  | -                  | -                  | -           | -           | -           | 1      | 0      |
| 2017-apr. 2018    | Bylis Ballsh      | KP                | 11         | 1          | CA              | 2               | 2               | -                  | -                  | -                  | -           | -           | -           | 13     | 3      |
| 2018-2019         | Kukësi            | KS                | 30         | 3          | CA              | 7               | 0               | UCL+UEL            | 0                  | 0                  | -           | -           | -           | 37     | 3      |
| 2019-2020         | Kukësi            | KS                | 32         | 3          | CA              | 7               | 0               | UEL                | 2                  | 0                  | SA          | 1           | 0           | 42     | 3      |
| 2020-2021         | Kukësi            | KS                | 31         | 7          | CA              | 1               | 1               | UEL                | 2                  | 0                  | -           | -           | -           | 34     | 8      |
| Totale Kukësi     | Totale Kukësi     | Totale Kukësi     | 93         | 13         |                 | 15              | 1               |                    | 4                  | 0                  |             | 1           | 0           | 113    | 14     |
| 2021-2022         | Tirana            | KS                | 35         | 5          | CA              | 3               | 3               | -                  | -                  | -                  | -           | -           | -           | 38     | 8      |
| 2022-2023         | Tirana            | KS                | 2          | 0          | CA              | 0               | 0               | UCL+UECL           | 1+2                | 0                  | SA          | 0           | 0           | 5      | 0      |
| Totale Tirana     | Totale Tirana     | Totale Tirana     | 37         | 5          |                 | 3               | 3               |                    | 3                  | 0                  |             | 0           | 0           | 43     | 8      |
| Totale carriera   | Totale carriera   | Totale carriera   | 151        | 19         |                 | 20              | 6               |                    | 7                  | 0                  |             | 1           | 0           | 179    | 25     |

## Palmarès

### Club

#### Competizioni nazionali
- Coppa d'Albania: 1

Kukësi: 2018-2019
- Campionato albanese: 1

Tirana: 2021-2022
- Supercoppa del Kosovo: 1

Ballkani: 2023
- Coppa del Kosovo: 1

Ballkani: 2023-2024
- Campionato kosovaro: 1

Ballkani: 2023-2024